# Alyssum repens
Alyssum repens är en korsblommig växtart som beskrevs av Johann Christian Gottlob Baumgarten. Alyssum repens ingår i släktet stenörter, och familjen korsblommiga växter.

## Underarter
Arten delas in i följande underarter:
- A. r. repens
- A. r. trichostachyum

## Bildgalleri

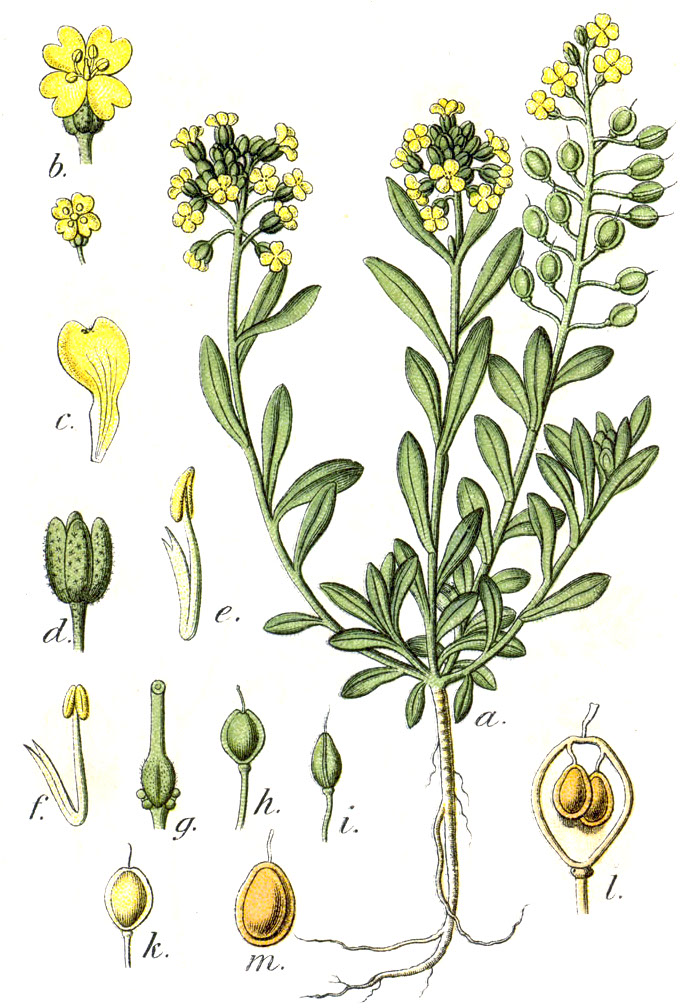